# Гагнидзе, Константин Михайлович
Константин (Карло) Михайлович Гагнидзе (груз. კონსტანტინე (კარლო) მიხეილის ძე გაგნიძე; 1926) — советский футболист, защитник. Мастер спорта СССР (1953).

## Биография
Выступал за тбилисские клубы «Локомотив» (1947—1948), «Динамо» (1949, 1951—1959), «Спартак» (1949). В чемпионате СССР сыграл 185 матчей (плюс 2 аннулированных), забил 37 голов. 15 апреля 1951 забил четыре мяча в ворота московского «Торпедо» (7:1).
Серебряный призёр чемпионатов СССР 1951 и 1953.
Финалист Спартакиады народов СССР 1956 года в составе сборной Грузинской ССР.